# IC 2222
IC 2222 ist eine Balken-Spiralgalaxie vom Hubble-Typ SBbc mit aktivem Galaxienkern im Sternbild Luchs am Nordsternhimmel. Sie ist schätzungsweise 442 Millionen Lichtjahre von der Milchstraße entfernt und hat einen Durchmesser von etwa 50.000 Lichtjahren.

Im selben Himmelsareal befinden sich u. a. die Galaxien IC 2221 und IC 2224.
Das Objekt wurde am 10. Februar 1896 von Stéphane Javelle entdeckt.